# Oceanides pteridicola
Oceanides pteridicola är en insektsart som först beskrevs av White 1881.  Oceanides pteridicola ingår i släktet Oceanides och familjen fröskinnbaggar. Inga underarter finns listade i Catalogue of Life.